# Sonia Harmand
Sonia Harmand (née en 1974) est une préhistorienne française, spécialisée dans les industries lithiques du Paléolithique inférieur.

## Formation
Sonia Harmand a obtenu son doctorat à l'Université de Paris X Nanterre.

## Carrière académique
Elle a été chargée de recherche au CNRS en France, puis professeure associée à l'Université d'État de New York à Stony Brook, avant de revenir en France. Elle est désormais membres du laboratoire TRACES - UMR 5608, à Toulouse.

## Découverte
Sonia Harmand a dirigé une campagne de fouilles archéologiques sur le site de Lomekwi 3, à l'ouest du lac Turkana, au Kenya, où des outils lithiques datés de 3,3 millions d'années ont été découverts en 2012. La découverte a été publiée en 2015 dans la revue scientifique Nature. Il s'agit des plus anciens outils lithiques découverts à ce jour. Ils précèdent de 500 000 ans le plus ancien fossile connu attribué au genre Homo. Sonia Harmand a proposé d'attribuer ces outils archaïques à une nouvelle industrie dénommée Lomekwien, qui précèderait ainsi l'Oldowayen.

## Distinctions
En 2017, Sonia Harmand a été nommée par l'édition française du magazine Vanity Fair parmi les « 50 Français les plus influents du monde ».